# Okinawa Prefectural Museum & Art Museum
Das Okinawa Prefectural Museum & Art Museum (englisch für japanisch 沖縄県立博物館・美術館 Okinawa-kenritsu hakubutsukan, bijutsukan) ist eine Institution, die sich in Naha, der Hauptstadt der Präfektur Okinawa, befindet. Sie verbindet ein natur- und kulturhistorisches Museum mit einer Kunstgalerie und ist eine der wichtigsten kulturellen Einrichtungen der Region.

## Geschichte und Architektur
Das Museum wurde 2007 als Nachfolger des 1972 gegründeten Präfekturmuseums eröffnet. Dieses war aus dem 1946 nach dem Zweiten Weltkrieg gegründeten Ryūkyū-Regierungsmuseum hervorgegangen. Das neue Gebäude wurde vom Architekturbüro Ishimoto Architects entworfen und spiegelt traditionelle Elemente der okinawanischen Architektur wie die Gusuku (Burgen) wider. Das aus lokalem Kalkstein errichtete Gebäude erstreckt sich über eine Fläche von rund 24000 Quadratmetern mit vier oberirdischen Stockwerken und einem Untergeschoss.

## Ausstellungen
Das Museum besteht aus zwei Abteilungen:
1. Das Natur- und Kulturgeschichtliche Museum: Die Dauerausstellung widmet sich der Geologie, Flora und Fauna der Ryūkyū-Inseln sowie der Geschichte und Kultur Okinawas. Besondere Exponate sind der „Minatogawa-Mensch“, einer der ältesten Funde des Homo sapiens in Ostasien, sowie interaktive Karten und Artefakte aus der Geschichte des Ryūkyū-Königreichs. Über einen gläsernen Weg betritt der Besucher den Bereich, der wie ein Korallenriff gestaltet ist und die maritime Natur Okinawas symbolisiert.
2. Das Kunstmuseum: Der Schwerpunkt liegt auf moderner und zeitgenössischer Kunst aus Okinawa, ergänzt durch Werke japanischer und internationaler Künstler. Die Sammlung umfasst mehr als .700 Werke, die regelmäßig ausgetauscht werden. Außerdem werden wechselnde Sonderausstellungen gezeigt.

## Freigelände
Im Außenbereich befinden sich Nachbauten traditioneller okinawanischer Häuser, Skulpturen und ein Garten, der traditionelle und moderne Aspekte verbindet. Ein „Hands-On Experience Room“ ermöglicht interaktive Erfahrungen wie das Spielen traditioneller Instrumente wie der Sanshin oder das Tragen okinawanischer Kleidung.

## Kunstsammlung
Das Okinawa Prefectural Museum & Art Museum zeigt Kunstwerke von Künstlern, die entweder aus Okinawa stammen oder einen engen Bezug zur Region haben und sich mit Themen wie Kultur, Natur und Geschichte der Region auseinandersetzen. Die Sammlung umfasst mehr als 3700 Werke, darunter Gemälde, Skulpturen, Fotografien, Druckgrafiken und Installationen. In der Dauerausstellung werden sowohl Werke lokaler Künstler als auch Arbeiten internationaler Künstler mit Bezug zu Okinawa gezeigt. Viele Werke spiegeln die kulturelle Hybridität Okinawas wider, die durch den Einfluss verschiedener Kulturen wie der chinesischen, japanischen und amerikanischen geprägt ist. Ein Teil der Sammlung widmet sich traditionellen Kunstformen wie Bingata, einer speziellen Färbetechnik Okinawas, sowie zeitgenössischen Interpretationen dieser Handwerkskunst.
Die Sammlung wird regelmäßig in der Galerie für Dauerausstellungen präsentiert, in der die Werke drei- bis viermal im Jahr neu arrangiert werden. Darüber hinaus organisiert das Museum Sonderausstellungen, die bestimmte Künstler, Themen oder Kunstrichtungen in den Mittelpunkt stellen. Dabei werden häufig internationale Perspektiven oder Kooperationen einbezogen, um das Verständnis für die Kunst Okinawas in einem globalen Kontext zu fördern.
Künstlerliste (2024 – Auswahl): Adaniya Masayoshi／Arakaki Yasuo／Ashimine Kanemasa／Ashitomi Chosho／Foujita Tsuguharu L.／Gima Hiroshi／Goya, Julio／Gushiken Itoku／Haebaru Choko／Ishigaki Katsuko／Kamiyama Taiji／Kawahira Keizo／Kikumura Hiroshi／Kina, Laura／Kitagawa Tamiji／Kobashigawa Hideo／Makishi Tsutomu／Miyagi Akira／Motomura Keisei／Nadoyama Aijun／Omine Seibin／Omine Seikwan／Omine Shinichi／Oshiro Koya／Oshiro Seitoku／Shinjo Go／Shinjo Seiko／Shiroma Kiko／Sunagawa Kiyo／Tamanaha Seikichi／Tokeshi, Eduardo／Wada Kanae／Yabu Ken／Yagi Seiko／Yamakawa Sayaka／Yamamoto Keiichi／Yoshida Hiroshi.